# Sobresaturación
El término sobresaturación se refiere a una solución que ha pasado el límite de soluto que el solvente puede admitir, por lo que este exceso de soluto aparece como un precipitado. También se puede referir a un vapor de un compuesto que tiene mayor presión parcial que la presión de vapor de ese compuesto.

## Preparación
Las disoluciones sobresaturadas se preparan, o resultan, cuando se cambia alguna condición de una disolución saturada. Por ejemplo, se puede lograr mediante el enfriamiento más lento de una solución saturada, disminuyendo el volumen del líquido saturado (como por evaporación), o el aumento de presión.
Al enfriarse una disolución concentrada a elevada temperatura, en ciertos casos, se llega y se sobrepasa la condición de disolución saturada y se llega a la temperatura ambiente sin que haya precipitado el exceso de sustancia disuelta determinado por la diferencia de solubilidad con la temperatura. Todo el soluto está disuelto pero una cierta proporción se encuentra en forma inestable y basta un pequeño cambio (remover la disolución, añadir un pequeño cristal de soluto, ...) para que el exceso disuelto precipite bruscamente, con desprendimiento del calor de disolución.
Con el vapor de agua en el aire en experimentos de laboratorio (cámara de niebla), con ausencia de núcleos de condensación (aerosol), se ha conseguido una saturación máxima de 800%. En condiciones atmosféricas se pueden observar como máximo sobresaturaciones del 100%, pero éstas son muy raras y generalmente ocurren sobresaturaciones de unos pocos puntos porcentuales.

## Ejemplos

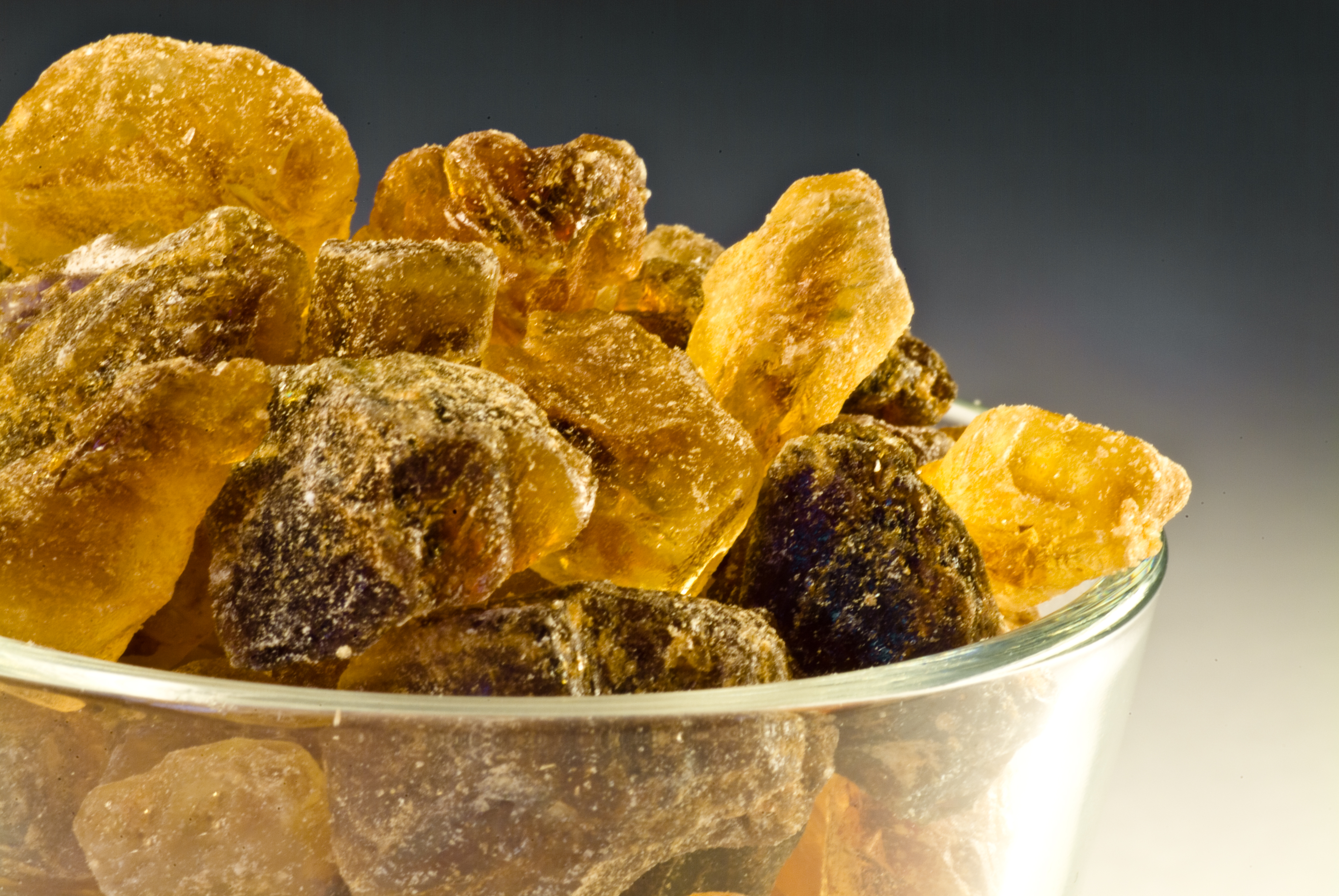
Azúcar piedra moreno preciosa.

Las bebidas carbonatadas (incluida el agua con gas y los vinos espumosos) son una solución sobresaturada de dióxido de carbono gas en el agua. A la presión elevada en la botella, más dióxido de carbono se puede disolver en agua que a la presión atmosférica. A presión atmosférica, el dióxido de carbono gaseoso escapa muy lentamente desde el líquido sobresaturado en forma de pequeñas burbujas. Este proceso se acelera por la presencia de puntos de nucleación situados dentro de la solución. El proceso se puede acelerar añadiendo soluto o agitando el líquido.
Algunos productos de bebidas tales como cervezas y maltas emplean este efecto para producir la "cabeza" en la superficie del producto vertido. Esto ha conducido a la invención del widget, un dispositivo desarrollado para producir siembra de burbuja mejorada en líquidos, especialmente con dos fases gas sobresaturadas (dióxido de carbono y nitrógeno) (ver las patentes por Nicholas Fitzpatrick y Kuzniarski).
Los tejidos de los buzos se saturan de gases respiratorios durante una inmersión. La sobresaturación es un término teórico que describe un estado en el que la tensión de un gas disuelto es mayor que su inspiración a la presión parcial cuando el buceador asciende, en contraste con la ley de Henry. Si el buceador asciende demasiado rápido, estos forman burbujas de gases, lo que provoca el síndrome de descompresión. El término fue popularizado por JS Haldane.
Soluciones sobresaturadas de azúcar y agua se utilizan comúnmente para hacer azúcar piedra.
Se utiliza una disolución sobresaturada de [acetato de sodio] en algunos tipos de calentadores de mano.